# Diamond Dogs (dragshow)
Diamond Dogs är en dragshowgrupp som startade år 2002 på nattklubben TipTop i Stockholm.  
Förutom mimade parodier på kända artister (av vilka de flesta är nyinspelningar av artisters hits med nya texter som är insjungna av originalartisterna) skriver och producerar de även egen musik för egen räkning. Bland originalmedlemmarna finner vi även dragqueen Reine Tapper, mer känd som Reine. 
Frontfigur och fast medlem sedan start är Peter Englund. I uppställningen 2016 finns även dragshowartisterna Tobias Styf, Ola Nygren och Daniel Scarillo.
Dansare som figurerar i konceptet är oftast Benjamin Brandt, Magnus Emanuelson, Edvin Karlsson, Karl Noremo och Johan Lundberg.

## Tv-framträdanden[1]
- Stjärnor hos Babben (SVT) 2013. Babben Larsson programledare, Arja Saijonmaa huvudperson och Diamond Dogs sidekick.
- Allsång på Skansen (SVT) 2012. (Parodi på Sanna Nielsen, Loreen, Caroline af Ugglas och Nanne Grönvall)[2]
- Sommarkrysset (TV4) 2007, 2010 och 2012.[3]
- Talang 2007 (där de tog sig vidare från audition till semifinal och senare till finalen som juryns Wild card)[4]
- Efter tio hos Malou (TV4) (Parodi på Shirley Clamp, Sanna Nielsen och Caroline af Ugglas)
- Konsumentmagasinet (SVT) 2012
- Copycat singers (Kanal 5) 2011
- Jag vet vad du gjorde förra lördagen (TV3) 2009
- Postkodmiljonären 50/50 (TV4) 2009
- Rampljuset (TV4) 2009
- Tinas cookalong (TV4) 2009
- Nyhetsmorgon (TV4) 2008
- Förkväll (TV4) 2007
- Ordjakten (TV4) 2007
- Dolce Vita (Kanal 5) 2005
- Tivoli (SVT) 2004

## Fasta shower[1]
- 2002-2003: Tiptop, Stockholm
- 2004: Mandus, Stockholm
- 2005: Rio, Stockholm
- 2005: "Divine Decadenz", Odentetern, Stockholm[5]
- 2006: Riddarhuskällaren Club Lino, Stockholm.
- 2007: Blue Mon Bar, Stockholm
- 2007: Golden Hits, Stockholm. julshow "Golden tits på Golden hits".
- 2008: Blue Moon Bar, Stockholm
- 2009 Glasklart, Malmö. Julshow med schlager/pop/opera-sångaren och kompositören Fredrik Kempe.
- 2011 Momma, Stockholm. "Diamond Dogs unplugged, Christmas edition" där Diamond Dogs första gången sjöng live och gjorde standup.
- 2009-2014 Kolingsborg, Club Paradise. Samarbetet med klubben Paradise på Stockholms största diskotek Kolingsborg pågick med innehavaren Kent Bernhard Bernhardsson från 2009 till 2014 då Kolingsborg stängdes i samband med att Slussen skulle rivas. Diamond Dogs var "husdrugor" på stället vilket innebar att de var fast ensemble på Kolingsborgs scen. "Druga" är smeknamn och förkortning av ordet "dragshowartist".[6]

## Egen musik
- 2011: Bailamor. Samarbete med ikonerna Lili & Susie. Text: Susie Päivärinta, Pär lönn och Peter Englund. Musik: Susie Päivärinta och Pär Lönn.
- 2012: A Dogslife. I samband med Diamond Dogs tioårs-jubileum. Text: Peter Englund och Eva Nordell. Musik: Peter Bengtsson.
- 2012: House of Dogs. Text: Peter Englund. Musik: Peter Bengtsson.[7]
- 2013: Remix-singel med A Dogslife och House of Dogs. Producerat av Deejay Makkan och mastrat av Micke Lindfors.
- 2013: Dom som försvann. Till förmån för World Aids Day Galan 2013 där alla intäkter på nedladdning på nätet går till stiftelsen World Aids Day Galan. Musik: Peter Bengtsson, Susie Päivärinta. Text: Peter Englund.